# Athmallik
Athmallik là một thị xã và là nơi đặt ủy ban khu vực quy hoạch (notified area committee) của quận Anugul thuộc bang Orissa, Ấn Độ.

## Nhân khẩu
Theo điều tra dân số năm 2001 của Ấn Độ, Athmallik có dân số 11.383 người. Phái nam chiếm 52% tổng số dân và phái nữ chiếm 48%. Athmallik có tỷ lệ 65% biết đọc biết viết, cao hơn tỷ lệ trung bình toàn quốc là 59,5%: tỷ lệ cho phái nam là 74%, và tỷ lệ cho phái nữ là 54%. Tại Athmallik, 13% dân số nhỏ hơn 6 tuổi.